# Ardisia punicea
Ardisia punicea är en viveväxtart som beskrevs av Fletcher. Ardisia punicea ingår i släktet Ardisia och familjen viveväxter. Inga underarter finns listade i Catalogue of Life.